# Campionato mondiale di sport sferistici
Il campionato mondiale di sport sferistici è una competizione che si svolge periodicamente tra le squadre nazionali di gioco internazionale e fronton internazionale, oltre alcune specialità decise dalla nazione ospitante.

## Storia
Gli organizzatori del campionato dal 1993 intendevano allestire annualmente questa competizione ma, per vari motivi, in diverse edizioni hanno partecipato solo nazionali europee, che quindi hanno disputato un torneo denominato campionato europeo di sport sferistici negli annali ufficiali della federazione internazionale.

## Edizioni
- 1996 a Valencia in Spagna
- 1998 a Maubeuge in Francia
- 2000 a Valencia in Spagna
- 2002 a Paraná (Argentina)
- 2004 a Imperia in Italia